# Karl Tabwia
Karl Tabwia – nauruański lekkoatleta, długodystansowiec.
W 1969 roku wystąpił na igrzyskach Południowego Pacyfiku w Port Moresby. Startował w trzech konkurencjach. 14 sierpnia zaprezentował się w eliminacjach biegu na 1500 metrów; uzyskawszy czas 4:46,8, zajął piąte miejsce w swoim wyścigu, które nie dało mu awansu do finału. Następnego dnia wystartował w finale biegu na 3000 metrów z przeszkodami, w którym zajął siódme miejsce (osiągając czas 10:59,0). Ostatnią konkurencją w której wystąpił, był finał biegu na 5000 metrów, który został rozegrany 18 sierpnia. W nim, Tabwia zajął ostatnie, 11. miejsce wśród zawodników sklasyfikowanych (z czasem 18:29,8). Nigdy więcej nie wziął udziału w Igrzyskach Południowego Pacyfiku.
Dwa wyniki Tabwii z Port Moresby do dzisiaj są odnotowywane jako rekordy kraju, choć zarówno Tony Bowditch jak i Robert Morgan-Morris osiągali na tych dystansach lepsze rezultaty. Nie byli jednak z pochodzenia Nauruańczykami i w oficjalnych protokołach są często pomijani.

## Rekordy życiowe
- Bieg na 3000 metrów z przeszkodami – 10:59,0 (15 sierpnia 1969, Port Moresby), rekord Nauru[3][4]
- Bieg na 5000 metrów – 18:29,8 (18 sierpnia 1969, Port Moresby), rekord Nauru[3][4]